# دوبل
دوبل (به آلمانی: Dobl) یک منطقهٔ مسکونی در اتریش است که در گراتس اومگبونگ واقع شده‌است. دوبل ۱۳٫۷۶ کیلومتر مربع مساحت دارد ۳۶۲ متر بالاتر از سطح دریا واقع شده‌است.